# Tygers of Pan Tang
Tygers of Pan Tang es una banda de heavy metal, formada en 1978 y originaria de Whitley Bay, Inglaterra.
Fueron una de las bandas pioneras del movimiento New Wave of British Heavy Metal, a pesar de no alcanzar el reconocimiento comercial de otras bandas del género como Iron Maiden, Motörhead, Def Leppard o Saxon.

## Historia

### Primeros años
La banda originalmente estuvo compuesta por Jess Cox (voz), Robb Weir (guitarra), Richard "Rocky" Laws (bajo), y Brian Dick (batería). Inicialmente firmaron con un sello local independiente, Neat Records, antes de que MCA se fijaran en ellos. Después del lanzamiento de algunos sencillos publicaron su primer disco, Wild Cat, en 1980. El álbum alcanzó el puesto #18 en Gran Bretaña, luego de la primera semana de su lanzamiento.
Subsecuentemente el virtuoso guitarrista John Sykes (Badlands, Thin Lizzy, Whitesnake y Blue Murder) fue contratado como segundo guitarrista. Jess Cox salió de la banda y fue reemplazado por Jon Deverill. Con esta formación se lanzó Spellbound en 1981, que vendría a ser su trabajo más conocido.
Sykes dejó la agrupación después de la grabación del tercer disco, Crazy Nights (1981), para presentarse a una audición para la banda de Ozzy Osbourne, para reemplazar al entonces recién fallecido Randy Rhoads, puesto que al final terminaría ocupando momentáneamente Brad Gillis.
Sykes fue reemplazado en Tygers of Pan Tang por Fred Purser, quien tuvo que aprender las canciones en tan sólo dos días.
The Cage, cuarto álbum de la banda, fue lanzado en 1982. Luego de una serie de problemas con la discográfica, el grupo termina separándose.
Por su parte, John Sykes logró luego gran reconocimiento como guitarrista de Thin Lizzy y Whitesnake.

### Reunión
En 1985, Jon Deverill y Brian Dick reformaron la banda con Steve Lamb como guitarrista, Neil Sheppard también en guitarra, y el bajista Clin Irwin (ex Satan).
Dave Donaldson luego reemplazó a Clin Irwin.
Esta formación lanzó dos discos, con un sonido marcadamente pop metal: The Wreck-Age en 1985 y Burning in the Shade en 1987. Burning in the Shade recibió críticas negativas, por lo que la banda nuevamente se separó.

### Actualidad
En 2001, Robb Weir reformó la banda siendo el único miembro original. Los otros músicos fueron Tony Lidell (voz), Dean Robertson (guitarra), Brian West (bajo), y Craig Ellis (batería). Lanzaron el disco Mystical y participaron en varios festivales, pero debido a la pobre recepción del álbum, fueron despedidos por la disquera.
Más tarde, el vocalista italiano Jacopo Meille reemplazó a Lidell, lanzando el álbum Animal Instinct en 2008, y Ambush en 2012.

## Miembros

### Actuales
- Jacopo Meille - Voz (2004-presente)
- Robb Weir - Guitarra (1978-1983, 1999, 2000-presente)
- Dean "Deano" Robertson - Guitarra (2000-presente)
- Brian West - Bajo (2000-presente)
- Craig Ellis - Batería (2000-presente)

### Anteriores
- Richie Wicks (2004)
- Tony Liddell (2000-2004)
- John Deverill (1981-1983, 1984, 1985-1987)
- Jess Cox (1978-1981, 1999)
- Glen Howes (1999)
- Steve Lamb (1984, 1985-1987)
- Neil Shepherd (1984, 1985-1987)
- Fred Purser (1982-1983)
- John Sykes (1980-1982)
- Aynsley Merritt
- Gavin Gray (1999)
- Dave Donaldson (1985-1987)
- Clin Irwin (1983-1985)
- Richard "Rocky" Laws (1978-1983)
- Chris Percy (1999)
- Brian Dick (1978-1983, 1985-1987)

## Discografía
En estudio
- Wild Cat - 1980 - #18 UK
- Spellbound - 1981 - #33 UK
- Crazy Nights - 1981 - #51 UK
- The Cage - 1982 - #13 UK
- The Wreck-Age - 1985
- First Kill - (demos de 1979/80) 1986
- Burning in the Shade - 1987
- Mystical - 2001
- Noises From the Cathouse - 2004
- Animal Instinct - 2008
- Ambush - 2012
- Tygers of Pan Tang - 2016
- Ritual - 2019
- Bloodlines - 2023

En directo
- Live at Wacken - 2001
- Live at Nottingham Rock City - (grabado en 1981) 2001
- Live in the Roar - 2003
- Detonated - 2005
- Leg of the Boot: Live in Holland - 2005